# Partit Liberal Democràtic del Japó
El Partit Liberal Democràtic del Japó (自由民主党, Jiyū-Minshutō, abreviat PLD), també conegut per la seva abreviació japonesa Jimintō (自民党), és un partit polític conservador del Japó, essent la principal força política japonesa que tradicionalment ha mantingut el govern del país de forma quasi ininterrompuda des de la seva fundació, el 1955. Tot i que al Japó regeix un sistema polític multipartidista, per alguns autors la llarga estada al poder del PLD l'han convertit en un sistema de partit dominant La fragmentació i divisió dels partits de l'oposició són una de les causes que expliquen la fortalesa del PLD durant dècades.
El Partit Liberal Democràtic no s'ha de confondre amb el difunt Partit Liberal (自由党, Jiyūtō), el qual es fusionà amb el Partit Democràtic el 2003.

## Història
El PLD s'ha mantingut en el poder la major part del seu temps des de la seva fundació fins a l'actualitat, a excepció de dos períodes amb els governs de coalició anti-PLD de Morihiro Hosokawa i Tsutomu Hata el 1993 i el 1994, i entre 2009 i 2012, en què governà el Partit Democràtic.

### Fundació

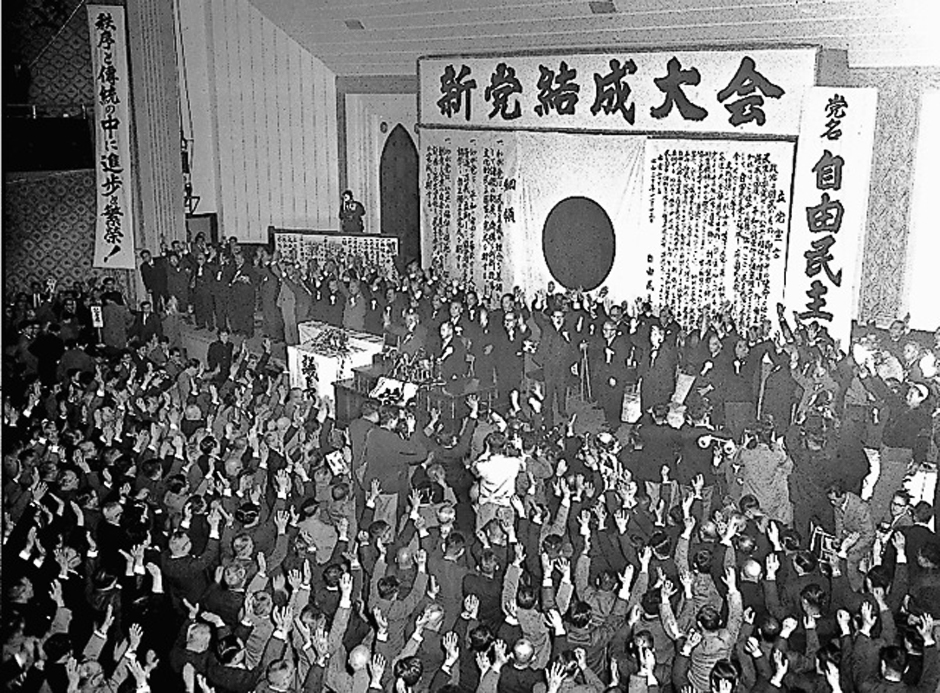
Primera convenció del partit, 15 de novembre de 1955.

El PLD fou creat el 1955 amb la unió de dues formacions polítiques de dretes: el Partit Liberal (自由党, Jiyutō, liderat per Shigeru Yoshida) i el Partit Democràtic (日本民主党, Nihon Minshutō, liderat per Ichirõ Hatoyama). Ambdós partits acordaren unir-se per a formar un partit unificat contra el Partit Socialista del Japó, que en aquella època gaudia de gran popularitat entre l'electorat japonès. El PLD guanyà les següents eleccions generals que se celebraren, i aconseguí formar el primer govern conservador del Japó amb una amplia majoria. Des de llavors, aconseguiria mantenir el poder fins a 1993.

### Primers anys
El PLD comença donant un nou enfocament a la política exterior del Japó, amb mesures que anaven des de l'entrada a les Nacions Unides al re-establiment de relacions diplomàtiques amb la Unió Soviètica. En la majoria de les eleccions que seguiren a 1955 el PLD fou en la força política més votada, trobant-se únicament amb l'oposició que venia dels dos principals partits d'esquerres: el Partit Socialista (PSJ) i el Partit Comunista (PCJ). Per aquest motiu, entre les dècades del 1950 i 1970, l'Agència Central d'Intel·ligència dels Estats Units destinà milions de dòlars a les campanyes electorals japoneses, procurant l'augment popular del PLD i, a la vegada, contra els partits i moviments d'esquerra.
La llarga intervenció dels serveis secrets estatunidencs a favor dels conservadors japoneses no fou coneguda públicament fins a la meitat de la dècada dels anys 1990, quan fou revelada pel New York Times.

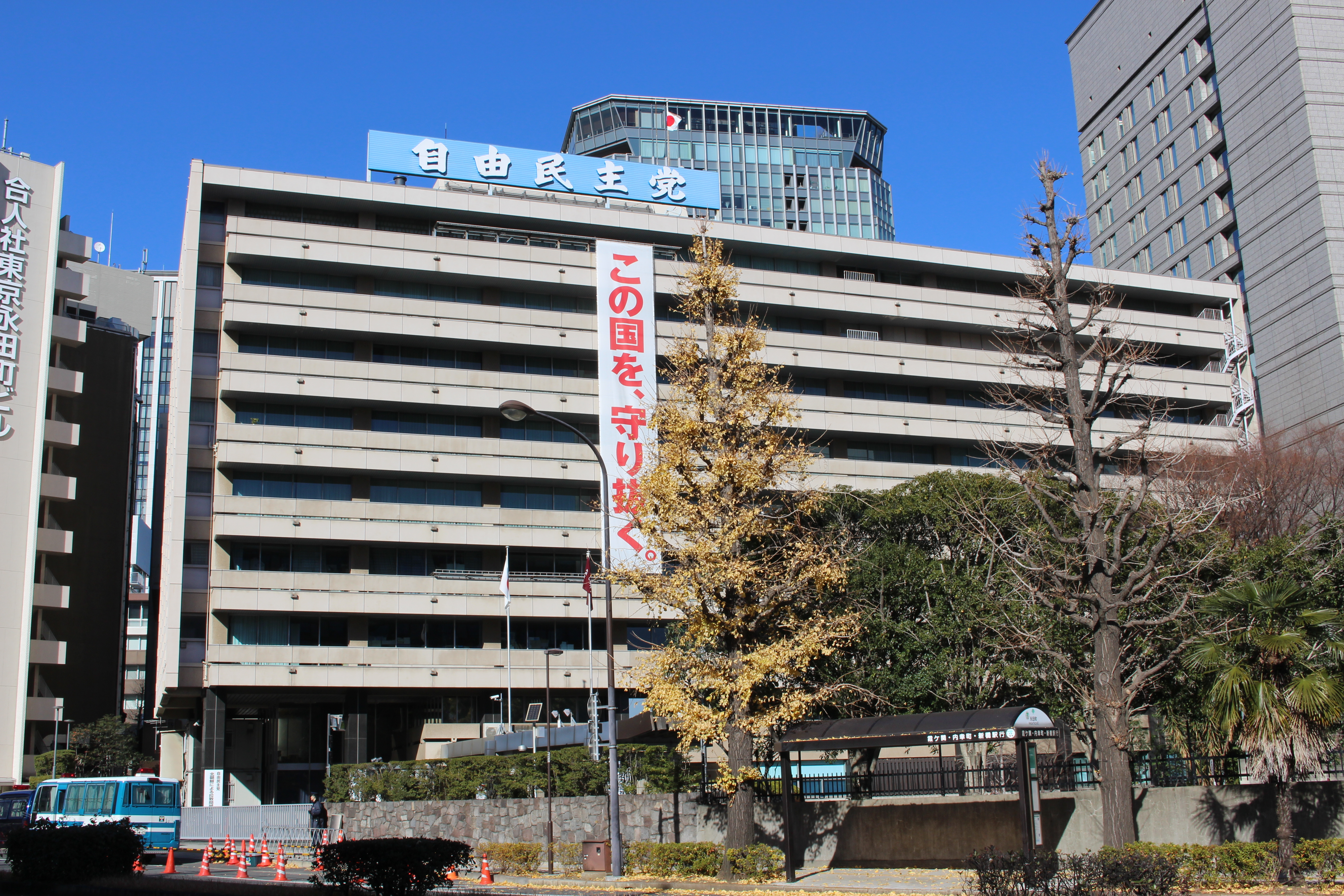
Seu del PLD a Tòquio.

Després del retorn al poder el 1996, cinc anys més tard el partit passà a ser liderat pel carismàtic Junichiro Koizumi. Amb una nova victòria a les eleccions generals del 2005, el PLD mantingué la majoria absoluta en la Dieta del Japó i formà un govern de coalició amb el partit Kōmeitō. El període de govern de Koizumi estigué marcat per la seva aliança amb el president estatunidenc George W. Bush, una forta política nacionalista i, especialment, la privatizació del servei postal.
Shinzō Abe succeí a Koizumi com a president del partit el 20 de setembre de 2006, tot i que només ocuparia el càrrec per un període curt. En aquest context, el partit sofrí una gran derrota a les eleccions generals japoneses de 2007, on hi perdé la majoria per primera vegada a la història. El 12 de setembre de 2007, Abe dimití com a primer ministre i líder del partit, i el succeí Yasuo Fukuda, que dimitiria l'1 de setembre de 2008 després d'un any en el càrrec. El veterà Taro Aso passà a dirigir el govern i el partit, però en les eleccions generals de 2009 el PLD sofrí un important daltabaix electoral enfront del Partit Demòcrata al perdre 177 escons en el parlament, fet que suposà la sortida del govern. Aquesta derrota significà el final de més de mig segle de governs conservadors.

### Shinzō Abe (2012-2020)
El 26 de setembre de 2012 Shinzō Abe va superar l'ex Ministre de Defensa Shigeru Ishiba en la pugna per la presidència del PLD. Després de tres anys de govern el Partit Democràtic acumulà un desgast notable per la gestió del terratrèmol i tsunami del Japó del 2011 i l'accident nuclear de Fukushima I
El 2012, el govern del Partit Democràtic de Yoshihiko Noda va decidir augmentar l'impost al consum japonès. Aquest moviment impopular va permetre al Partit Liberal Democràtic de Shinzo Abe aconseguir una victòria contundent en les eleccions generals de 2012 i retornà al poder el 26 de desembre de 2012.
Abe va procedir a implementar una sèrie de programes econòmics coneguts com "Abenomics" en un intent per estimular l'economia. Malgrat aquests programes, el Japó va entrar en una recessió tècnica a mitjans del 2014, que Abe va culpar de l'augment de l'impost al consum, tot i que molts membres del LDP van donar suport a l'augment. Abe va convocar eleccions anticipades el 18 de novembre de 2014, en part amb el propòsit d'aconseguir el suport del LDP per posposar la pujada i implementar els Abenomics.
A les eleccions generals japoneses de 2014 i les de 2017 la coalició de govern va revalidar la seva majoria però no va aconseguir majories suficients per impulsar la reforma de l'article 9 de la Constitució del Japó i legalitzar un exèrcit.

### Yoshihide Suga (2020-2024)
El 28 d'agost de 2020 Abe va anunciar la seva dimissió per motius de salut, i aquesta es va fer efectiva amb l'elecció del seu successor, Yoshihide Suga, en la votació del Parlament japonès el 16 de setembre del 2020, ratificant l'elecció de líder que havia fet el seu partit dos dies abans.

### Fumio Kishida
Fumio Kishida va succeir l'anterior líder del partit, Yoshihide Suga, com a primer ministre del Japó el 4 d'octubre de 2021. Després de les eleccions generals japoneses de 2021 va mantenir el primer càrrec, tot i que el LDP va perdre 25 escons, formant un nou govern de coalició amb Kōmeitō. El 8 de juliol del 2022 Shinzō Abe va morir en rebre dos trets per l'esquena mentre donava un discurs polític a Nara, al Japó, i durant un acte electoral a Wakayama, el primer ministre Fumio Kishida va ser objecte d'un atemptat el 15 d'abril de 2023.

### Shigeru Ishiba
El 14 d'agost de 2024, Fumio Kishida va anunciar que ja no intentaria revalidar com a president del LDP a les eleccions previstes al setembre, i posaria fi al seu mandat com a primer ministre. Shigeru Ishiba va guanyar les eleccions per liderar el partit i es convertí en primer ministre en 1 d'octubre, poques setmanes abans de les eleccions, però la popularitat del partit va baixar de manera notable els últims mesos i la coalició del PLD amb el Kōmeitō perdé la majoria per primera vegada a les eleccions generals japoneses de 2024.
L'11 de novembre, Shigeru Ishiba va ser reelegit primer ministre d'un govern en minoria de PLD i Kōmeitō durant una sessió extraordinària de la Dieta amb 221 vots, derrotant a Yoshihiko Noda del Partit Democràtic Constitucional del Japó (PDC) que en va rebre 160. Aquesta va ser la primera vegada des de 1994 que la votació requeria dues voltes. El mateix dia, el gabinet d'Ishiba de la legislatura anterior va dimitir i es va inaugurar un segon gabinet.

## Resultats electorals
| Cambra de Representants | Cambra de Representants | Cambra de Representants | Cambra de Representants | Cambra de Representants | Cambra de Representants | Cambra de Representants | Cambra de Representants |
| Any                     | Candidat                | Vots                    | %                       | Pos.                    | Diputats                | +/-                     | Govern                  |
| ----------------------- | ----------------------- | ----------------------- | ----------------------- | ----------------------- | ----------------------- | ----------------------- | ----------------------- |
| 1958                    | Nobusuke Kishi          | 23.840.170              | 59,0%                   | 1r                      | 289 / 467               | Nou                     | Majoria                 |
| 1960                    | Hayato Ikeda            | 22.950.404              | 58,1%                   | 1r                      | 300 / 467               | 11                      | Majoria                 |
| 1963                    | Hayato Ikeda            | 22.972.892              | 56,0%                   | 1r                      | 283 / 467               | 17                      | Majoria                 |
| 1967                    | Eisaku Satō             | 22.447.838              | 48,9%                   | 1r                      | 277 / 486               | 6                       | Majoria                 |
| 1969                    | Eisaku Satō             | 22.381.570              | 47,6%                   | 1r                      | 288 / 486               | 11                      | Majoria                 |
| 1972                    | Kakuei Tanaka           | 24.563.199              | 46,9%                   | 1r                      | 271 / 491               | 17                      | Majoria                 |
| 1976                    | Takeo Miki              | 23.653.626              | 41,8%                   | 1r                      | 249 / 511               | 22                      | Majoria                 |
| 1979                    | Masayoshi Ōhira         | 24.084.130              | 44,59%                  | 1r                      | 248 / 511               | 1                       | Majoria                 |
| 1980                    | Masayoshi Ōhira         | 28.262.442              | 47,88%                  | 1r                      | 284 / 511               | 36                      | Majoria                 |
| 1983                    | Yasuhiro Nakasone       | 25.982.785              | 45,76%                  | 1r                      | 250 / 511               | 34                      | Coalició                |
| 1986                    | Yasuhiro Nakasone       | 29.875.501              | 49,42%                  | 1r                      | 300 / 512               | 50                      | Majoria                 |
| 1990                    | Toshiki Kaifu           | 30.315.417              | 46,14%                  | 1r                      | 275 / 512               | 25                      | Majoria                 |
| 1993                    | Kiichi Miyazawa         | 22.999.646              | 36,62%                  | 1r                      | 223 / 511               | 52                      | Oposició (1993-94)      |
| 1993                    | Kiichi Miyazawa         | 22.999.646              | 36,62%                  | 1r                      | 223 / 511               | 52                      | Coalició (1994-96)      |
| 1996                    | Ryūtarō Hashimoto       | 21.836.096              | 38,63%                  | 1r                      | 239 / 500               | 16                      | Coalició                |
| 2000                    | Yoshirō Mori            | 24.945.806              | 40,97%                  | 1r                      | 233 / 480               | 6                       | Coalició                |
| 2003                    | Jun'ichirō Koizumi      | 26.089.326              | 43,85%                  | 1r                      | 237 / 480               | 4                       | Coalició                |
| 2005                    | Jun'ichirō Koizumi      | 32.518.389              | 47,80%                  | 1r                      | 296 / 480               | 59                      | Coalició                |
| 2009                    | Taro Aso                | 27.301.982              | 38,68%                  | 2n                      | 119 / 480               | 177                     | Oposició                |
| 2012                    | Shinzō Abe              | 25.643.309              | 43,01%                  | 1r                      | 294 / 480               | 175                     | Coalició                |
| 2014                    | Shinzō Abe              | 25.461.427              | 48,10%                  | 1r                      | 291 / 475               | 3                       | Coalició                |
| 2017                    | Shinzō Abe              | 26.719.032              | 48,21%                  | 1r                      | 284 / 465               | 7                       | Coalició                |
| 2021                    | Fumio Kishida           | 27,626,235              | 48,08                   | 1r                      | 259 / 465               | 25                      | Coalició                |
| 2024                    | Shigeru Ishiba          | 14.582.690              | 26,73                   | 1r                      | 191 / 465               | 68                      | Coalició (Minoria)      |

### Cambra de Consellers
| Any  | Líder             | Districte Nacional | Districte Nacional | Total     | Total | Govern             |
| Any  | Líder             | Vots               | %                  | Escons    | ±     | Govern             |
| ---- | ----------------- | ------------------ | ------------------ | --------- | ----- | ------------------ |
| 1956 | Ichirō Hatoyama   | 11,356,874         | 39.7               | 122 / 250 | Nou   | Minoria            |
| 1959 | Nobusuke Kishi    | 12,120,598         | 41.2               | 132 / 250 | 10    | Majoria            |
| 1962 | Hayato Ikeda      | 16,581,637         | 46.4               | 142 / 250 | 10    | Majoria            |
| 1965 | Eisaku Satō       | 17,583,490         | 47.2               | 140 / 251 | 2     | Majoria            |
| 1968 | Eisaku Satō       | 20,120,089         | 46.7               | 137 / 250 | 3     | Majoria            |
| 1971 | Eisaku Satō       | 17,759,395         | 44.5               | 131 / 249 | 6     | Majoria            |
| 1974 | Kakuei Tanaka     | 23,332,773         | 44.3               | 126 / 250 | 5     | Majoria            |
| 1977 | Takeo Fukuda      | 18,160,061         | 35.8               | 125 / 252 | 1     | Minoria            |
| 1980 | Masayoshi Ōhira   | 23,778,190         | 43.3               | 135 / 252 | 10    | Majoria            |
| 1983 | Yasuhiro Nakasone | 16,441,437         | 35.3               | 137 / 252 | 2     | Majoria            |
| 1986 | Yasuhiro Nakasone | 22,132,573         | 38.58              | 143 / 252 | 6     | Majoria            |
| 1989 | Sōsuke Uno        | 15,343,455         | 27.32              | 109 / 252 | 34    | Minoria            |
| 1992 | Kiichi Miyazawa   | 14,961,199         | 33.29              | 106 / 252 | 3     | Minoria            |
| 1995 | Yōhei Kōno        | 10,557,547         | 25.40              | 111 / 252 | 5     | Coalició           |
| 1998 | Ryutaro Hashimoto | 14,128,719         | 25.17              | 102 / 252 | 9     | Coalició           |
| 2001 | Junichiro Koizumi | 21,114,727         | 38.57              | 111 / 247 | 9     | Coalició           |
| 2004 | Junichiro Koizumi | 16,797,686         | 30.03              | 115 / 242 | 4     | Coalició           |
| 2007 | Shinzo Abe        | 16,544,696         | 28.1               | 83 / 242  | 32    | Minoria            |
| 2010 | Sadakazu Tanigaki | 14,071,671         | 24.07              | 84 / 242  | 1     | Minoria            |
| 2013 | Shinzo Abe        | 18,460,404         | 34.7               | 115 / 242 | 32    | Coalició           |
| 2016 | Shinzo Abe        | 20,114,833         | 35.9               | 121 / 242 | 6     | Coalició           |
| 2019 | Shinzo Abe        | 17,712,373         | 35.37              | 113 / 245 | 8     | Coalició           |
| 2022 | Fumio Kishida     | 18,256,245         | 34.43              | 119 / 248 | 6     | Coalició           |
| 2025 | Shigeru Ishiba    | 12,809,064         | 21.65              | 101 / 248 | 18    | Coalició (Minoria) |